# Barão de Chanceleiros
Barão de Chanceleiros é um título nobiliárquico criado pela Rainha D. Maria II de Portugal, por Decreto de 23 de Maio de 1840, em favor de Manuel António de Carvalho.
Titulares
1. Manuel António de Carvalho, 1.º Barão de Chanceleiros.